# Hans Nachod (Archäologe)
Hans Nachod (* 31. Mai 1885 in Leipzig; † 23. Juli 1958 in New York) war ein deutscher Klassischer Archäologe, Kunstkritiker, Übersetzer und Renaissance-Forscher.

## Familie
Hans Nachod stemmte aus einer angesehenen jüdischen Bankiersfamilie in Leipzig. Sein Großvater Jacob Nachod (1814–1882) war 1852 Mitbegründer des Bankhaus Knauth, Nachod & Kühne, in dem auch sein Vater Friedrich Nachod, genannt Fritz, (1853–1911) arbeitete. Sein Großvater wie sein Vater waren auch als Vizekonsuln der USA in Leipzig tätig. Seine Mutter war Marie Nachod, geb. Eisner (1859–1934), er hatte zwei Brüder, Walter (1880–1946) und Georg (* 1889).
Nachod heiratete am 22. Juni 1912 in Athen Luise Sophie Euthymia von Hößlin, genannt Lilly, (1878–1962), eine Tochter von Konstantin von Hößlin (1844–1920). Aus dieser Ehe ging der Sohn Friedrich Jacob Konstantin Nachod (* 4. Oktober 1913 in Leipzig; † 19. Juni 1992 in Kinderhook, New York) hervor.

## Leben
Hans Nachod besuchte von 1895 bis 1904 die Thomasschule zu Leipzig und studierte anschließend jeweils zwei Semester Archäologie in Freiburg im Breisgau, in Leipzig und in Berlin sowie von 1907 bis 1909 wieder in Leipzig. Er wurde am 3. November 1909 bei Franz Studniczka an der Universität Leipzig mit der Arbeit Der Rennwagen bei den Italikern und ihren Nachbarn promoviert. 1911 war er an der Abteilung Athen, 1912/13 an der Abteilung Rom des Kaiserlichen Deutschen Archäologischen Instituts tätig.
Nach dem Ersten Weltkrieg lebte Nachod ab 1919 in seiner Heimatstadt Leipzig. Aufgrund des Vermögens seiner Familie hatte er es nicht nötig, einen Beruf auszuüben. Er lebte in der für seinen Vater von Max Pommer erbauten Villa der Familie in der Karl-Tauchnitz-Straße 27 und war als Kunstkritiker für die Neue Leipziger Zeitung tätig. Zudem übersetzte er, teilweise gemeinsam mit seinem Freund, dem Übersetzer Paul Stern (1888–1944), Schriften aus dem Lateinischen, Italienischen, Englischen und Niederländischen ins Deutsche. Dem Antikenmuseum der Universität Leipzig machte er einige Schenkungen.
Obwohl schon vor 1908 zum evangelisch-lutherischen Glauben konvertiert, galt Nachod nach 1933 als „Jude“. Er wurde Mitglied im „Paulus-Bund. Vereinigung nichtarischer Christen“. Nachdem sein Haus in der Pogromnacht 1938 überfallen wurde, zog die Familie in die dritte Etage der Mozartstraße 7.
Am 27. März 1939 emigrierte Nachod mit seiner Familie aus Leipzig zuerst nach Holland. Sein Vermögen wurde im April 1939 nach Abzug von 25 Prozent Reichsfluchtsteuer und der Judenvermögensabgabe bei der Bank Knauth, Nachod & Kühn eingefroren. 1941 floh er weiter nach New York. Dort war er 1941 an der Columbia University tätig. Von 1945 bis zu seinem Tod 1958 war Nachod Mitarbeiter des New Yorker Buchantiquars Hans Peter Kraus.

## Ehrungen
Nachod wurde 1922 auf Vorschlag seines Lehrers Studniczka zum korrespondierenden Mitglied des Archäologischen Instituts des Deutschen Reiches gewählt, 1938 jedoch wegen seiner jüdischen Herkunft ausgeschlossen. 1957 wurde er ordentliches Mitglied des Deutschen Archäologischen Instituts.

## Schriften
- Der Rennwagen bei den Italikern und ihren Nachbarn. Radelli & Hille, Leipzig 1909 (Dissertation).
- Gräber in Canosa. In: Römischen Mitteilungen des Kaiserlich Deutschen Archäologischen Instituts 29, 1914, S. 260–296 (Digitalisat).
- Das Baptisterium von Canosa. In: Römischen Mitteilungen des Kaiserlich Deutschen Archäologischen Instituts 30, 1915, S. 116–128.
- Die Silberschale aus Tarent in Bari. In: Römischen Mitteilungen des Kaiserlich Deutschen Archäologischen Instituts 33, 1918, S. 103–124.
- mit Franz. Studniczka, Ernst Langlotz, Andreas Rumpf: Disiecta membra griechischer Vasen in verschiedenen auswärtigen Sammlungen und im Antikenmuseum der Universität Leipzig. Festgabe zur Winckelmannsfeier ihres Archäologischen Seminars am 6. Dezember 1919 dargebracht. Leipzig 1919.
- Rezension von: Karl Anton Neugebauer, Antike Bronzestatuetten (Berlin 1921). In: Monatshefte für Kunstwissenschaft 15, 1922, S. 315–316.
- Lutrophoros. In: Paulys Realencyclopädie der classischen Altertumswissenschaft (RE). Band XIII,2, Stuttgart 1927, Sp. 2098–2101.
- Leipziger Kirchen. In: Mitteilungen des Landesvereins Sächsischer Heimatschutz 14, 1925, S. 302–320.
- Der Maler Hans von Volkmann. In: Reclams Universum 43, 2, 1927, S. 1299–1300.
- Vorwort in: Alfred Thiele, Leipzig 1925–1928. Leipziger Kunstverein, Leipzig 1928.
- Fritz Richter. In: Deutsche Buchkünstler und Gebrauchsgraphiker der Gegenwart. Archiv für Buchgewerbe und Gebrauchsgraphik. Band 66, Heft 9, 1929, S. 96–114.
- Statios. In: Paulys Realencyclopädie der classischen Altertumswissenschaft (RE). Band III A,2, Stuttgart 1929, Sp. 2213.
- Ein neues Wandgemälde in Leipzig. In: Neue Leipziger Zeitung vom 2. Februar 1930.
- Rektoratswahl der Universität. Hochschule und Politik. Eine bedeutende Rede des neuen Rektors. In: Neue Leipziger Zeitung vom 2. November 1931, S. 2.
- Neuere Meister aus Privatbesitz. In: Neue Leipziger Zeitung vom 25. März 1931.
- Kylix. In: Paulys Realencyclopädie der classischen Altertumswissenschaft (RE). Supplementband V, Stuttgart 1931, Sp. 520.
- Lekythos. In: Paulys Realencyclopädie der classischen Altertumswissenschaft (RE). Supplementband V, Stuttgart 1931, Sp. 546–548.
- Nearchos 6. In: Paulys Realencyclopädie der classischen Altertumswissenschaft (RE). Band XVI,2, Stuttgart 1935, Sp. 2155.
- Dante und das Weltbild des Mittelalters. In: Der Kleine Bund vom 2. Juni 1939.
- The Emperor Maximilian’s armories. A recently discovered early XVIth-century codex with Joerg Koelderer’s watercolors (= Rare books. Notes on the history of old books and manuscripts 7, 2). H. P. Kraus, New York 1952.
- A recently discovered architectural sketchbook of an intimate assistant of Bramante in the construction of St. Peter’s in Rome (= Rare books. Notes on the history of old books and manuscripts 8, 1). H. P. Kraus, New York 1955.

Übersetzungen
- Thomas von Aquin: Die Summe wider die Heiden. In 4 Büchern. Nach der lateinischen Urschrift deutsch von Hans Nachod und Paul Stern. Vorwort von Alois Dempf. Erläuterungen von August Brunner. 6 Bände, Hegner, Leipzig 1935–1937.
- Briefe des Francesco Petrarca. Eine Auswahl. Übersetzt von Hans Nachod und Paul Stern. Verlag Die Runde, Berlin 1931.
  - daraus Teile: Francesco Petrarca: Die Besteigung des Mont Ventoux. Francesco Petrarca an Francesco Dionigi von Borgo San Sepolcro in Paris (= Insel-Bücherei Band 1163). Insel, Frankfurt, Leipzig 1996, ISBN 3-458-19163-1.
- Johan Huizinga: Homo ludens. Versuch einer Bestimmung des Spielementes der Kultur. In engster Zusammenarbeit mit dem Verfasser aus dem Niederländischen übertragen von H[ans] Nachod. Akademische Verlagsanstalt Pantheon, Basel 1938.
- John Henry Newman: Der Traum des Gerontius. The oratory, Birmingham, January 1864. Deutsch von Hans Nachod und Paul Stern, Ostern 1938. Herausgegeben für einen Freundeskreis. [1939].
  - erneut herausgegeben mit einem Nachwort von Werner Becker. St. Benno-Verlag, Leipzig 1959.
- Petrarca: De sui ipsius et multorum ignorantia. Translated by Hans Nachod. In: Ernst Cassirer, Paul Oskar Kristeller, John Herman Randall (Hrsg.): The Renaissance Philosophy of Man. University of Chicago Press, Chicago 1948, S. 47–133.